# 科尼-莫利塔尔
科尼-莫利塔尔（法語：Conie-Molitard，法語發音：[kɔni mɔlitaʁ]）是法国厄尔-卢瓦省的一个市镇，属于沙托丹区。该市镇于1829年由原市镇科尼（Conie）和莫利塔尔（Molitard）合并而成。

## 地理
科尼-莫利塔尔（48°6'49"N, 1°26'26"E）面积15.17 平方千米，位于法国中央-卢瓦尔河谷大区厄尔-卢瓦省，该省份为法国北部内陆省份，北起顺时针与厄尔省、伊夫林省、埃松省、卢瓦雷省、卢瓦-谢尔省、萨尔特省和奧恩省接壤。
与科尼-莫利塔尔接壤的市镇（或旧市镇、城区）包括：当西、维利耶圣奥里安、莫莱昂、维勒莫里。
科尼-莫利塔尔的时区为UTC+01:00、UTC+02:00（夏令时）。

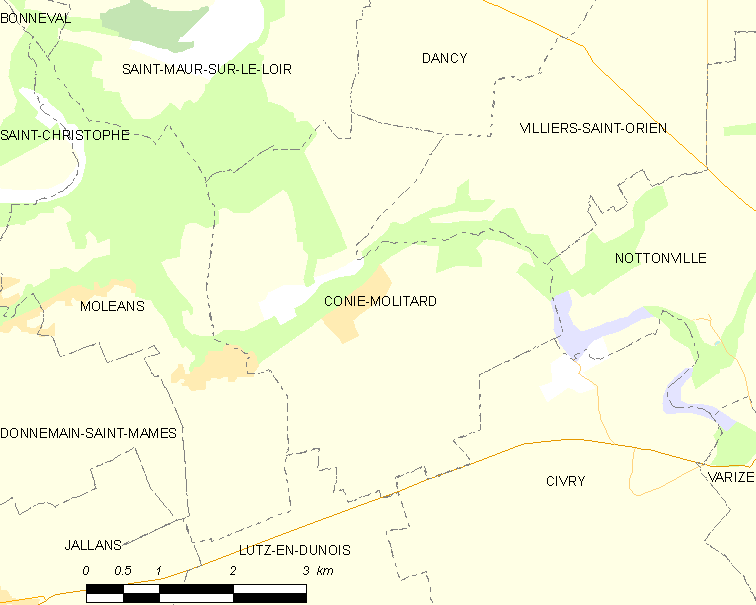
科尼-莫利塔尔的OSM定位图

## 行政
科尼-莫利塔尔的邮政编码为28200，INSEE市镇编码为28106。

## 政治
科尼-莫利塔尔所属的省级选区为沙托丹县。

## 人口

1962-2008年间科尼-莫利塔尔人口变化图示

科尼-莫利塔尔于2022年1月1日时的人口数量为389人。